# Бадарчин
Ба́дарчин (монг. бадарчин, бадарч лам; бур. бадаршан; тув. барадчы) — бродячий лама, монах-паломник у монголоязычных народов, а также в Урянхайском крае. Термин происходит от заимствованного из санскрита слова бадар («патра» — санскр. पात्र; IAST: pātra — чаша для сбора подаяния).

## Функции
Бадарчинами называли как монахов, по каким-то причинам изгнанных из монастырей, так и специально снаряжаемых лам, отправляющих буддийский культ в окрестных кочевых стойбищах. В эту же категорию попадали и монахи, совершающие пешее или конное паломничество к буддийским святыням Китая и Тибета. Часто бадарчины постоянно жили среди народа и вели частное хозяйство. Иногда бадарчины ассоциировались с практиками буддийской ритуальной системы чод, также предполагавшей постоянные скитания с места на место.
Теоретическая подготовка бадарчинов в монастырях осуществлялась по минимальной программе. По окончании обучения им выдавали специальную одежду, снабжали предметами буддийского культа (танка, чётками, медными чашечками, колокольчиками, амулетами и пр.), которые они, кочуя по стойбищам, должны были распродавать, объясняя их предназначение и способы использования. При этом вырученные деньги сдавались в казну монастыря, а бадарчины получали небольшие проценты. В случае необходимости бродячих лам засылали в народ с целью сбора пожертвований для предстоящего события, например, крупного праздника. Привычными атрибутов бадарчинов были пара деревянных палок-посохов, служащих для защиты от волков и домашних собак, а также деревянная заплечная рама (монг. яндаг), на которой они переносили свои пожитки.
Отдельные монгольские бадарчины путешествовали не только к буддийским святыням. Так, например, уроженец Далай-чойнхор-ванского хошуна Сайн-нойон-ханского аймака Аюурзана в конце XIX века побывал не только в Тибете, но и в Италии, Германии и России. Овладев тибетским, русским и итальянским языками, а также эсперанто, после возвращения на родину работал в школе. Другой уроженец этого аймака из хошуна Уйзэн-вана, Чойдамба (1843—1928), в 1861 году в возрасте 18 лет отправился в Тибет, а оттуда — в Пакистан. Посетив Мекку и Медину, он вернулся в Монголию на двух верблюдах, привезя большое количество исторической литературы на арабском языке.
В настоящее время традиция монахов-бадарчинов практически полностью ушла в прошлое, хотя среди современных лам и встречаются её отдельные представители.

## В фольклоре и литературе
Как-то раз пришёл бадарчин в один монастырь, сидит на хурале,

и вдруг мимо с криком «Кар-кар!» как будто пролетела ворона.

Бадарчин, подражая ей, тоже посреди хурала как вскричит:

— Кар-кар!

Услышал это гэбкуй, поднялся и спрашивает:

— Кто только что сказал: «Кар-кар?»

— Сперва сказала ворона, — бадарчин ему в ответ, — потом я,

а только что — вы.

Сел обратно гэбкуй, язык прикусил.
Образ бадарчина часто встречается в монгольском фольклоре времён Цинской империи и богдо-ханской Монголии а также первого десятилетия Монгольской народной республики. Бадарчины были наиболее популярными персонажами фольклора среди всех остальных представителей буддийского духовенства. При этом, образ бадарчина изображался как с симпатией и уважением (в том случае, когда отмечались его смекалистость, остроумие, чувство справедливости), так и с сарказмом, когда высмеивались его глупость, жадность, распутство, корыстолюбие и беспринципность. Типичные сюжеты таких сказок — попытка бадарчина устроиться на ночлег и получить хороший ужин в доме нерадушных хозяев, состязание в остроумии с высокопоставленным монастырским ламой или чиновником. В целом отношение населения к бродячим ламам нашло отражение в народной поговорке: «Бадарчин пройдёт — неприятности, муха посидит — опарыши» (монг. Бадарчин явбал балагтай, батгана суувал өттэй).
Бадарчины и сами часто выступали в качестве сказителей, в том числе эпосов и буддийских притч, а также сочинителей сказок, которые иногда записывались. В литературе подобного рода, создававшейся чаще всего в виде автобиографических рассказов, фигурировали, наряду со сведениями фантастического характера, имена крупных религиозных иерархов и князей (так, например, в одном из рассказов, в 1837 году известный узумчинский бадарчин Лувсандоной, возвращаясь из паломничества в Лхасу, якобы нашёл в пустыне мёртвого алмаса, а его кожу и печень продал затем личному лекарю Богдо-гэгэна V в Урге). В XIX веке в среде паломников-бадарчинов распространились своеобразные путеводители (монг. хоног саалтын бичиг), содержащие сведения о том, где на протяжении пути паломничества к той или иной святыне можно остановиться на ночлег, где находятся источники воды и т. п., сопровождаемые историческими заметками и собственными размышлениями.